# 5-й гвардейский кавалерийский корпус
5-й гвардейский Донской казачий Будапештский Краснознамённый кавалерийский корпус — кавалерийский корпус РККА Вооружённых Сил Союза ССР во время Великой Отечественной войны.
Сокращённое наименование — 5 гв.кк.

## История

Памятная доска в Каменске-Шахтинском

Памятная доска в Ростове-на-Дону (утрачена)

- Был образован на основании Директивы Ставки верховного главнокомандования № 0170692 от 20 ноября 1942 г. в Северной группе войск Закавказского фронта в районе Кизляра.
- 24 января 1943 года Директивой Ставки ВГК № 30026 от 24.01.1943 г. корпус включен в состав войск Северо-Кавказского фронта.
- 27 апреля 1943 года Директивой Ставки ВГК № 46134 от 27.04.1943 г. — корпус включается в состав войск Степного ВО.
- 31 мая 1943 года Директивой Ставки ВГК № 46182 от 29.05.1943 г. корпус передислоцируется своим ходом в район Митрофановка, Новомарковка, Кантемировка (срок сосредоточения — 6 июня 1943 г.).
- 9 июля 1943 года Директивой Ставки ВГК № 46196 от 09.07.1943 г. Степной ВО переформирован в Степной фронт. Корпус включен в состав фронта.
- 18 июля 1943 года Директивой Ставки ВГК № 30150 от 16.07.1943 г. корпус передислоцируется в состав резерва Ставки ВГК в районе сосредоточения.
- В конце декабря 1943 года 5-й гвардейский Донской казачий кавкорпус вошел в состав 2-го Украинского фронта и, совершив 700 километровый марш, 19 января 1944 г. сосредоточился в районе западнее Знаменки для участия в Корсунь-Шевченковской операции.
- 20 августа 1944 года корпус вместе с 23-м танковым корпусом были объединены в конно-танковую группу, для участия в Ясско-Кишиневской операции.
- 19 октября 1944 года приказом командующего 2-м Украинским фронтом группу включили в состав КМГ Плиева.
- Воссоздана Директивой Ставки ВГК № 220253 от 31 октября 1944 года во 2-м Украинском фронте в составе 5-го гв. кк и 23-го тк.
- В составе действующей армии:
с 20.11.1942 по 09.05.1943
с 04.09.1943 по 09.05.1945

Особо отличился в ходе Корсунь-Шевченковской наступательной операции, за что был награждён орденом Красного Знамени. Маршал Советского Союза И. С. Конев впоследствии писал:
29 января кавалерийский корпус вошел в прорыв. В дальнейшем он сыграл свою положительную роль в окружении противника и в боевых действиях на внутреннем фронте кольца окружения. Тут, забегая вперед, хотел бы сказать, что казаки отличились вовсю при попытке врага выйти из окружения.
Пожалуй, что это был один из редких случаев за всю войну, когда конница действовала открыто в конном строю и смело рубила неприятеля.

Донские казаки в этой сложной и трудной операции не посрамили свою былую славу донцов-молодцов и вписали в историю Великой Отечественной войны еще одну яркую страницу. За это им большое-большое спасибо, а комкору генералу Селиванову вечная слава!
В сентябре 1943 года войска Южного фронта вели бои на рубеже р. Кальмиус. Для действий в оперативной глубине обороны противника были созданы две КМГ. Одна — в составе 4-го Кубанского казачьего кавалерийского и 4-го механизированного гвардейских корпусов, другая — в составе 5-го гвардейского Донского казачьего кавкорпуса и 11-го танкового корпуса. Возглавляли КМГ командиры казачьих кавкорпусов генералы Кириченко Н. Я. и Селиванов А. Г.
27 октября 1943 года командование 4-го Украинского фронта создает КМГ в составе 5-го гвардейского Донского кавкорпуса и 4-го гвардейского мехкорпуса.
В мае 1946 года корпус, в связи с демобилизацией Союза был сведён в 5-ю гвардейскую кавалерийскую дивизию (формирования 1946 года).
В 1957 году 5-я гвардейская кавалерийская дивизия переформирована в 18-ю гвардейскую тяжёлую танковую. 11 января 1965 года 18-я гвардейская тяжёлая танковая дивизия (18 гв. ттд) переименована в 5-ю гвардейскую танковую дивизию. С 1954 по 1962 носила статус тяжёлой.

## Состав
5-й гвардейский кавалерийский Будапештский Краснознамённый Донской казачий корпус на 1 мая 1945 года:
- 11-я гвардейская Донская казачья Краснознамённая ордена Богдана Хмельницкого 2-й степени Волновахская кавалерийская дивизия;
  - с 05.09.1943 — 71-й Дебреценский танковый полк;
- 12-я гвардейская Донская казачья Краснознамённая ордена Кутузова 2-й степени Корсуньская кавалерийская дивизия;
  - с 19.09.1943 — 54-й отдельный линейный танковый полк;
- 63-я кавалерийская Корсуньская Краснознаменная дивизия[5].
  - 21.04.1944 — 60-й гвардейский ордена Богдана Хмельницкого 2-й степени танковый полк;
- 150-й гвардейский истребительно-противотанковый артиллерийский Корсунский Краснознаменный орденов Кутузова и Богдана Хмельницкого полк;
- 9-й гвардейский минометный Дебреценский[6] ордена Александра Невского полк реактивной артиллерии (РС);
- 72-й отдельный гвардейский минометный дивизион;
- 5-й отдельный гвардейский истребительно-противотанковый дивизион;
- 1896-й самоходный артиллерийский Корсуньский Краснознаменный ордена Александра Невского полк (СУ-76);
- 585-й зенитный артиллерийский полк (МЗА).[7]

Корпусные части:
- 4-й отдельный гвардейский дивизион связи
- 196-й автотранспортный батальон, с 04.09.1943
- 353-я полевая авторемонтная база, с 29.05.1944
- авиазвено связи, с 04.09.1943
- 408-й прачечный отряд
- 39-й полевой автохлебозавод, с 10.04.1943
- 1278-я полевая касса Госбанка
- 2357-я военно-почтовая станция[8]

5-я гвардейская танковая Будапештская Краснознамённая Донская казачья дивизия на 1989 год:
- управление
- 108-й танковый полк (г. Кяхта);
- 140-й гвардейский танковый Дебреценский Краснознамённый, ордена Богдана Хмельницкого Донской казачий полк (г. Кяхта);
- 160-й гвардейский танковый Волновахский Краснознамённый, ордена Богдана Хмельницкого Донской казачий полк (г. Кяхта);
- 311-й гвардейский мотострелковый Корсуньский Краснознамённый, ордена Кутузова Донской казачий полк (г. Кяхта);
- 861-й самоходно-артиллерийский полк (г. Кяхта);
- 940-й гвардейский зенитно-артиллерийский полк (г. Кяхта);
- 559-й отдельный ракетный дивизион (г. Кяхта)
- 155-й отдельный разведывательный батальон (г. Кяхта);
- 156-й гвардейский отдельный инженерно-сапёрный батальон (г. Кяхта);
- 577-й отдельный батальон химической защиты (г. Кяхта);
- 109-й отдельный ремонтно-восстановительный батальон (г. Кяхта);
- 840-й гвардейский отдельный батальон связи (г. Кяхта);
- 31-й отдельный медицинский батальон (г. Кяхта);
- 151-й отдельный батальон материального обеспечения (г. Кяхта);
- ОВКР (г. Кяхта)[9]

## В составе
- В составе Закавказского, Северо-Кавказского, Южного, 4-го, 2-го и 3-го Украинских фронтов.

## Награды и почётные наименования
- «Гвардейский» — почётное звание присвоено приказом Народного Комиссара Обороны СССР от 20 ноября 1942 года при формировании.
- Орден Красного Знамени — награждён указом Президиума Верховного Совета СССР от 12 февраля 1944 года за образцовое выполнение боевых заданий командования в боях за освобождение города Звенигородка и проявленные при этом доблесть и мужество.[10]
- «Будапештский» — почетное наименование присвоено приказом Верховного Главнокомандующего № 064 от 5 апреля 1945 года за отличие в боях при овладении городом Будапешт.[11]
- 8 благодарностей Верховного Главнокомандующего

Награды частей Управления корпуса:
- 4-й отдельный гвардейский ордена Красной Звезды[12] дивизион связи

## Командиры
Командиры корпуса:
- Селиванов, Алексей Гордеевич (с 15.11.1942 по 04.05.1944), генерал-майор, генерал-лейтенант;
- Горшков, Сергей Ильич (с 05.05.1944 до конца войны), генерал-майор, генерал-лейтенант.

Начальники штаба корпуса:
- Панин, Василий Петрович (с 19.11.1942 по 31.12.1942), полковник;
- Дуткин, Алексей Иванович (с 01.01.1943 до марта 1945 года), полковник, генерал-майор.
- Петров, Алексей Васильевич (с 18.03.1945 по 07.09.1946), полковник, генерал-майор (19.04.1945).

## Отличившиеся воины
За боевые заслуги около 32 тысяч его воинов награждены орденами и медалями, 11 человек удостоены звания Героя Советского Союза, четверо стали кавалерами ордена Славы 3-х степеней:
- Белый, Спиридон Ефимович — гвардии лейтенант, командир батареи 150-го гвардейского истребительного противотанкового артиллерийского дивизиона (Указ Президиума ВС СССР от 19.03.1944 года).
- Иваньков, Александр Петрович, младший сержант, командир орудийного расчёта 223-го кавалерийского полка 63-й кавалерийской дивизии. Указ Президиума Верховного Совета СССР от 24 марта 1945 года.
- Иринин, Александр Иванович — гвардии сержант, наводчик станкового пулемёта 2-го эскадрона 47-го гвардейского кавалерийского полка 12-й гвардейской кавалерийской дивизии (Указ Президиума ВС СССР от 13.09.1944 года).
- Калмыков, Иван Иванович, рядовой, разведчик 223-го кавалерийского полка 63 кавалерийской дивизии. Перенагражден указом Президиума Верховного Совета СССР от 29 сентября 1969 года.
- Коротков, Иван Никонович — младший сержант, командир отделения взвода разведки 223-го кавалерийского полка 63-й кавалерийской дивизии (Указ Президиума ВС СССР от 13.09.1944 года).
- Кузнецов, Пётр Григорьевич — гвардии старший сержант, командир 2-го взвода 1-го эскадрона 43-го гвардейского кавалерийского полка (Указ Президиума ВС СССР от 24.03.1945 года).
- Матущенко, Семён Ефимович, рядовой, орудийный номер расчёта 76-мм пушки 223-го кавалерийского полка 63-й кавалерийской дивизии. Указ Президиума Верховного Совета СССР от 24 марта 1945 года.
- Недорубов, Константин Иосифович — гвардии лейтенант, командир 4-го эскадрона 41-го гвардейского кавалерийского полка 11-й гвардейской кавалерийской дивизии (Указ Президиума ВС СССР от 26.10.1943 года).
- Оганьянц, Грант Аракелович — капитан, командир танковой роты 71-го танкового полка 11-й гвардейской кавалерийской дивизии (Указ Президиума ВС СССР от 24.03.1945 года).
- Огурцов, Василий Васильевич — гвардии старший сержант, командир отделения 1-го взвода 4-го эскадрона 45-го гвардейского кавалерийского полка 12-й гвардейской кавалерийской дивизии (Указ Президиума ВС СССР от 24.03.1945 года).
- Рогов, Михаил Сафронович — старшина, старшина 3-го эскадрона 223-го кавалерийского полка полка 63-й кавалерийской дивизии (Указ Президиума ВС СССР от 24.03.1945 года).
- Рыжаков, Василий Емельянович — гвардии старший сержант, командир орудийного расчёта артиллерийской батареи 43-го гвардейского кавалерийского полка 12-й гвардейской кавалерийской дивизии (Указ Президиума ВС СССР от 13.09.1944 года).
- Савченко, Николай Ильич — гвардии казак, командир орудийного расчёта 1-й батареи 106-го отдельного гвардейского конно-артиллерийского дивизиона 11-й гвардейской кавалерийской дивизии (Указ Президиума ВС СССР от 09.03.1943 года).
- Сапунов, Николай Андреевич — гвардии лейтенант, командир взвода 47-го гвардейского кавалерийского полка 12-й гвардейской кавалерийской дивизии (Указ Президиума ВС СССР от 13.09.1944 года).